# عزيز بكير
عزيز بكير مواليد 18 يونيو 1970، هو لاعب كرة سلة تركي من أصل بوسني سابق بدأ مسيرته الاحترافية في سنة 1990 يلعب مع فريق كونياسبور. اعتزل اللعب في 2000.

## فرق لعب لها
- تورك تيليكوم

## روابط خارجية
- عزيز بكير على موقع الاتحاد الدولي لكرة السلة (الإنجليزية)
- عزيز بكير على موقع كرة السلة الأوروبية.كوم (الإنجليزية)
- عزيز بكير على موقع بروبوليرز (الإنجليزية)